# Tam Thạnh
Tam Thạnh là một xã thuộc huyện Núi Thành, tỉnh Quảng Nam, Việt Nam.

## Địa lý
Xã Tam Thạnh nằm ở phía tây huyện Núi Thành, có vị trí địa lý:
- Phía đông giáp các xã Tam Anh Bắc, Tam Anh Nam, Tam Xuân II
- Phía tây giáp xã Tam Sơn và xã Tam Trà
- Phía nam giáp xã Tam Hiệp và xã Tam Mỹ Tây
- Phía bắc giáp huyện Phú Ninh.

Xã Tam Thạnh có diện tích 54,02 km², dân số năm 2019 là 3.880 người, mật độ dân số đạt 72 người/km².

## Hành chính
Xã Tam Thạnh được chia thành 4 thôn: thôn Phước Thạnh, thôn Trung Hòa, Thôn Trường Thạnh, Thôn Đức Phú